# Championnat d'Islande de football 1985
Navigation
Saison précédente Saison suivante
La saison 1985 du Championnat d'Islande de football était la 74e édition de la première division islandaise. Les 10 clubs jouent les uns contre les autres lors de rencontres disputées en matchs aller et retour.
L'ÍA Akranes, double tenant du titre, a tenté de le conserver face aux neuf meilleurs clubs du pays. Le club de Víðir Garður participe pour la première fois de son histoire à la première division cette saison.
C'est le Valur Reykjavik qui termine en tête du championnat et remporte le 18e titre de champion d'Islande de l'histoire du club.
En bas de classement, le Vikingur Reykjavik est relégué en 2. Deild, tout comme le þrottur Reykjavik.

## Les 10 clubs participants
| \| Reykjavik : · Valur - Vikingur - KR - þrottur - Fram þor Akureyri ÍA Akranes ÍBK Keflavík Víðir Garður FH Hafnarfjörður \| Clubs participants |
| Reykjavik : · Valur - Vikingur - KR - þrottur - Fram þor Akureyri ÍA Akranes ÍBK Keflavík Víðir Garður FH Hafnarfjörður                          |

| Club               | Classement 1984 | Stade            | Ville         |
| ------------------ | --------------- | ---------------- | ------------- |
| ÍA Akranes         | 1               | Akranesvöllur    | Akranes       |
| FH Hafnarfjörður   | 2. Deild        | Kaplakrikavöllur | Hafnarfjörður |
| Fram Reykjavik     | 6               | Laugardalsvöllur | Reykjavik     |
| ÍBK Keflavík       | 3               | Keflavíkurvöllur | Keflavík      |
| KR Reykjavik       | 4               | KR-völlur        | Reykjavik     |
| þor Akureyri       | 7               | Akureyrarvöllur  | Akureyri      |
| þrottur Reykjavik  | 8               | Laugardalsvöllur | Reykjavik     |
| Valur Reykjavik    | 2               | Laugardalsvöllur | Reykjavik     |
| Víðir Garður       | 2. Deild        | Garðsvöllur      | Garður        |
| Vikingur Reykjavik | 5               | Laugardalsvöllur | Reykjavik     |

## Compétition

### Classement
Le barème de points servant à établir le classement se décompose ainsi :
- Victoire : 3 points
- Match nul : 1 point
- Défaite : 0 point

| Rang | Équipe             | Pts | J  | G  | N | P  | Bp | Bc | Diff |
| ---- | ------------------ | --- | -- | -- | - | -- | -- | -- | ---- |
| 1    | Valur Reykjavik    | 38  | 18 | 11 | 5 | 2  | 28 | 12 | +16  |
| 2    | ÍA Akranes T       | 36  | 18 | 11 | 3 | 4  | 37 | 20 | +17  |
| 3    | Þor Akureyri       | 35  | 18 | 11 | 2 | 5  | 33 | 21 | +12  |
| 4    | Fram Reykjavik C   | 34  | 18 | 10 | 4 | 4  | 37 | 26 | +11  |
| 5    | ÍBK Keflavík       | 29  | 18 | 9  | 2 | 7  | 31 | 23 | +8   |
| 6    | KR Reykjavik       | 29  | 18 | 8  | 5 | 5  | 32 | 26 | +6   |
| 7    | FH Hafnarfjörður P | 17  | 18 | 5  | 2 | 11 | 23 | 41 | -18  |
| 8    | Víðir Garður P     | 16  | 18 | 4  | 4 | 10 | 21 | 38 | -17  |
| 9    | Þrottur Reykjavik  | 13  | 18 | 3  | 4 | 11 | 18 | 32 | -14  |
| 10   | Vikingur Reykjavik | 7   | 18 | 2  | 1 | 15 | 17 | 38 | -21  |

|  | Qualifié pour la Coupe d'Europe des clubs champions 1986-1987 |
|  | Qualifié pour la Coupe des Coupes 1986-1987                   |
|  | Qualifié pour la Coupe UEFA 1986-1987                         |
|  | Relégation en 2. Deild                                        |

### Matchs
| Résultats (▼dom., ►ext.)                                   | þor | Val | KR  | þrot | Kefl | Fram | Akr | Vik | FH  | Garð |
| Þor Akureyri                                               |     | 2-1 | 3-1 | 3-2  | 1-0  | 2-0  | 2-0 | 2-1 | 6-1 | 1-1  |
| Valur Reykjavik                                            | 3-0 |     | 1-0 | 2-1  | 1-0  | 0-0  | 0-0 | 1-0 | 3-0 | 3-1  |
| KR Reykjavik                                               | 3-2 | 1-2 |     | 4-3  | 0-2  | 1-1  | 1-1 | 2-1 | 3-1 | 1-1  |
| Þrottur Reykjavik                                          | 0-0 | 0-3 | 1-5 |      | 1-0  | 0-2  | 0-1 | 0-0 | 1-0 | 2-2  |
| ÍBK Keflavík                                               | 3-1 | 1-2 | 1-1 | 2-1  |      | 3-0  | 2-3 | 3-1 | 1-3 | 4-0  |
| Fram Reykjavik                                             | 2-1 | 2-2 | 4-1 | 1-1  | 3-1  |      | 2-3 | 2-0 | 2-0 | 2-1  |
| ÍA Akranes                                                 | 2-1 | 0-0 | 1-3 | 1-0  | 1-2  | 6-2  |     | 1-0 | 2-3 | 7-0  |
| Vikingur Reykjavik                                         | 1-2 | 2-1 | 0-2 | 1-3  | 2-3  | 0-3  | 2-3 |     | 3-2 | 0-1  |
| FH Hafnarfjörður                                           | 0-2 | 1-2 | 1-1 | 2-0  | 1-1  | 1-5  | 0-3 | 4-3 |     | 2-3  |
| Víðir Garður                                               | 0-2 | 1-1 | 0-2 | 3-2  | 1-2  | 3-4  | 0-2 | 3-0 | 0-1 |      |
| - Victoire à domicile - Match nul - Victoire à l'extérieur |     |     |     |      |      |      |     |     |     |      |

## Bilan de la saison
| Tableau d'Honneur                 |                 |
| Compétition                       | Vainqueur       |
| Championnat d'Islande de football | Valur Reykjavik |
| Coupe d'Islande de football       | Fram Reykjavik  |
| Supercoupe d'Islande de football  | Fram Reykjavik  |

| Qualifications européennes                   |                 |
| Coupe d'Europe des clubs champions 1986-1987 | Qualifié        |
| 1er tour                                     | Valur Reykjavik |
| Coupe des Coupes 1986-1987                   | Qualifié        |
| 1er tour                                     | Fram Reykjavik  |
| Coupe UEFA 1986-1987                         | Qualifié        |
| 1er tour                                     | ÍA Akranes      |

| Promotion et relégation |                                         |
| Relégué en 2. Deild     | þrottur Reykjavik Vikingur Reykjavik    |
| Promu en 1. Deild       | ÍBV Vestmannaeyjar Breidablik Kopavogur |

## Meilleurs buteurs
| # | Buteurs                | Clubs           | Nb de Buts |
| - | ---------------------- | --------------- | ---------- |
| 1 | Omar Torfason          | Fram Reykjavik  | 13         |
| 2 | Ragnar Margeirsson     | ÍBK Keflavík    | 12         |
| 2 | Guðmunður þorbjörnsson | Valur Reykjavik | 12         |
| 4 | Horður Johannesson     | ÍA Akranes      | 11         |
| 5 | Guðmunður Steinsson    | Fram Reykjavik  | 10         |